# Boyd Kane
Boyd Kane (* 18. April 1978 in Swift Current, Saskatchewan) ist ein ehemaliger kanadischer Eishockeyspieler, der im Verlauf seiner aktiven Karriere unter anderem für die Philadelphia Flyers und Washington Capitals aus der National Hockey League (NHL) gespielt hat, aber vorwiegend in der American Hockey League (AHL) aktiv war, wo er im Trikot der Philadelphia Phantoms und Hershey Bears insgesamt dreimal den Calder Cup gewann.

## Karriere

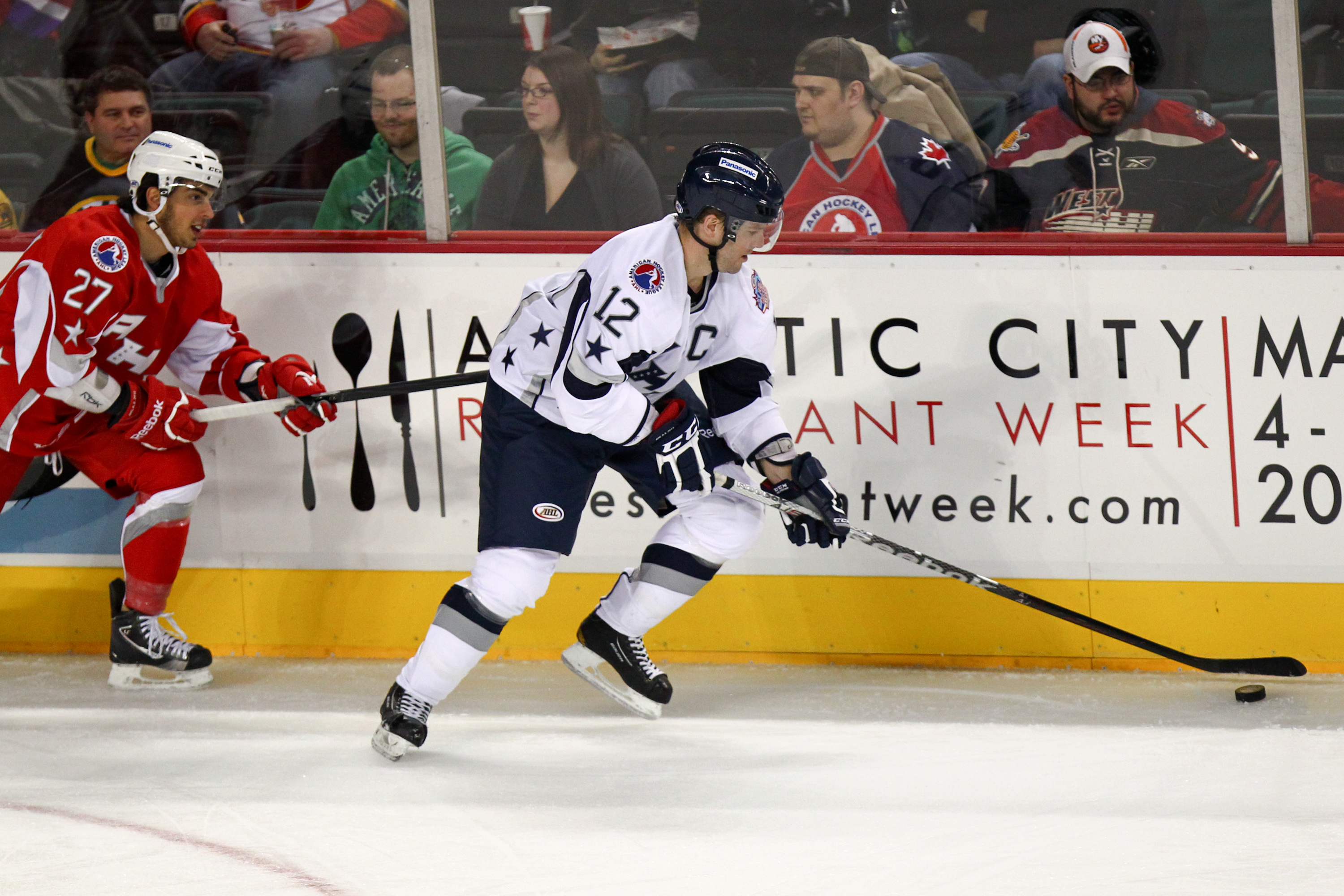
Kane (rechts) beim AHL All-Star Classic 2012

Boyd Kane begann seine Karriere bei den Regina Pats aus der Western Hockey League (WHL), für die er von 1994 bis 1998 insgesamt vier Jahre lang spielte. Während des NHL Entry Draft 1996 wurde er in der dritten Runde als insgesamt 72. Spieler von den Pittsburgh Penguins ausgewählt, allerdings erhielt er nie einen Vertrag bei den Penguins, so dass er im NHL Entry Draft 1998 erneut verfügbar war. Diesmal wählten ihn die New York Rangers in der vierten Runde als insgesamt 114. Spieler aus. Zwar stand Kane von 1998 bis 2002 bei den Rangers unter Vertrag, jedoch spielte er nie für sie in der National Hockey League (NHL). Stattdessen lief er für das Rangers-Farmteam Hartford Wolf Pack aus der American Hockey League (AHL), die Charlotte Checkers aus der East Coast Hockey League (ECHL), und die B. C. Icemen aus der United Hockey League (UHL) auf.
Im Oktober 2002 wurde Kane im Tausch für Gordie Dwyer an die Tampa Bay Lightning abgegeben, allerdings spielte er ausschließlich für die Springfield Falcons in der AHL. Nach einem Jahr ohne Einsatz für Tampas NHL-Team erhielt der Angreifer am 14. Juli 2003 als Free Agent einen Vertrag bei den Philadelphia Flyers. Zwar spielte er in der Saison 2003/04 erneut fast ausschließlich in der AHL, in der er in 73 Spielen für das Farmteam der Flyers, die Philadelphia Phantoms, auf dem Eis stand. Zudem gab er auch sein Debüt in der NHL, in der er – ohne einen Punkt zu erzielen – sieben Mal für die Flyers spielte.
Nachdem er in der Saison 2004/05 während des Lockouts in der NHL mit den Philadelphia Phantoms den Calder Cup gewonnen hatte, ging Kane im August 2005 als Free Agent zu den Washington Capitals. Mit deren Farmteam, den Hershey Bears, gelang ihm in der Saison 2005/06 erneut der Gewinn des Calder Cup. Zudem spielte er fünfmal für die Capitals und erzielte seinen ersten Punkt, einen Assist, in der NHL. Am 13. Juli 2006 kehrte Kane als Free Agent zu seinem Ex-Klub Philadelphia Flyers zurück. Zwischen 2006 und 2009 spielte er einige Partien für die Flyers, kam aber meist in deren AHL-Farmteam, die Philadelphia Phantoms, zum Einsatz.
Im Juli 2009 kehrte er in die Organisation der Washington Capitals zurück und spielte in den folgenden vier Spieljahren für die Hershey Bears in der AHL. Im Juli 2013 wurde Kane vom KHL-Neuling KHL Medveščak Zagreb verpflichtet, ehe er nach der Saison 2013/14 seine aktive Karriere im Alter von 36 Jahren für beendet erklärte.

## Erfolge und Auszeichnungen
- 2005 Calder-Cup-Gewinn mit den Philadelphia Phantoms
- 2006 Calder-Cup-Gewinn mit den Hershey Bears
- 2010 Calder-Cup-Gewinn mit den Hershey Bears
- 2012 Teilnahme am AHL All-Star Classic

## Karrierestatistik

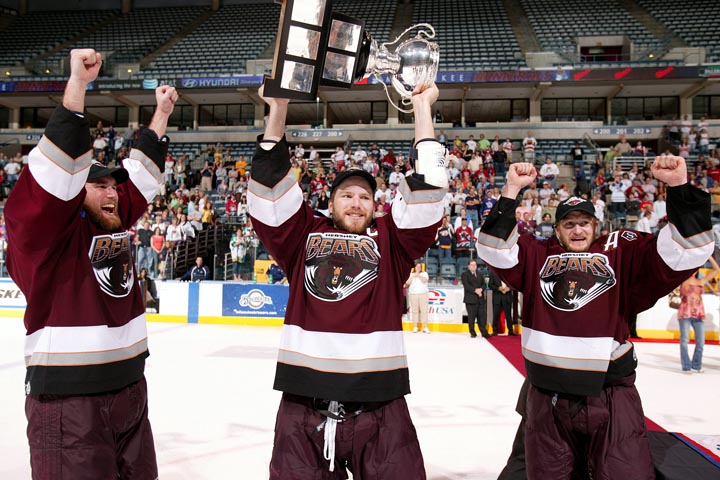
Kane (Mitte) nach dem Gewinn des Calder Cups mit den Hershey Bears (2006)

(Legende zur Spielerstatistik: Sp oder GP = absolvierte Spiele; T oder G = erzielte Tore; V oder A = erzielte Assists; Pkt oder Pts = erzielte Scorerpunkte; SM oder PIM = erhaltene Strafminuten; +/− = Plus/Minus-Bilanz; PP = erzielte Überzahltore; SH = erzielte Unterzahltore; GW = erzielte Siegtore; 1 Play-downs/Relegation; Kursiv: Statistik nicht vollständig)